# Jeanne Eagels

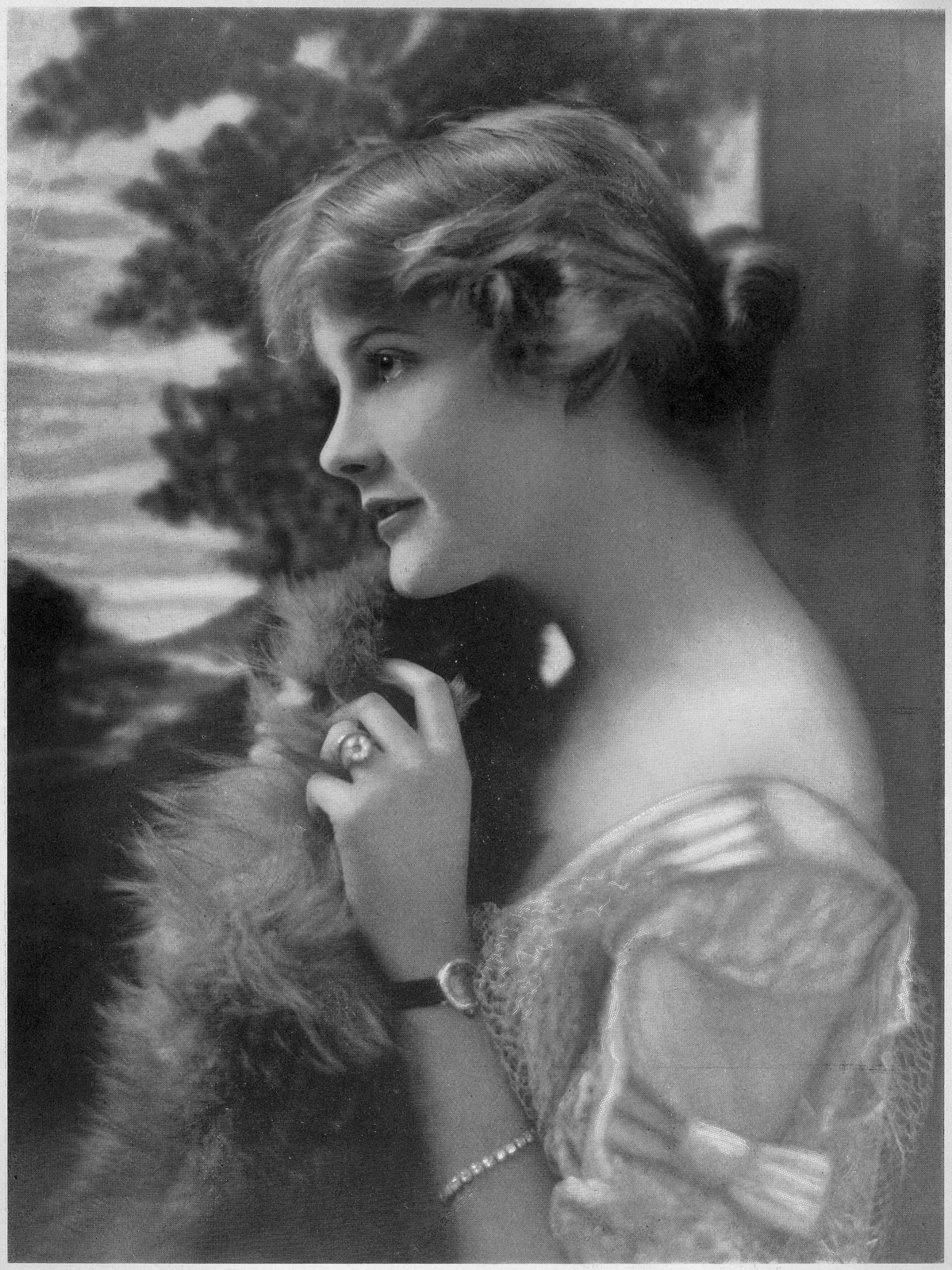
Jeanne Eagles im Theaterstück Disraeli von 1917

Jeanne Eagels (* 26. Juni 1890 in Kansas City, Missouri; † 3. Oktober 1929 in New York City, New York) war eine bedeutende US-amerikanische Theater- und Filmschauspielerin ihrer Generation.

## Leben
Jeanne Eagels wurde 1890 als Amelia Jeannine Eagles geboren. Ihre Eltern waren Edward und Julia Sullivan Eagles. Sie hatte fünf Geschwister. In Kansas City begann sie im Alter von sieben Jahren ihre Karriere als Schauspielerin, als sie den Totengräber in William Shakespeares Hamlet spielte. Ihre Ambitionen waren so groß, dass sie mit zwölf Jahren ihre Heimatstadt verließ und sich der Zelttheatertruppe Dubinsky Brothers anschloss und mit dieser durch den mittleren Westen der Vereinigten Staaten tourte. Zuerst trat sie als Tänzerin auf, spielte aber bald schon Hauptrollen in Komödien und Dramen.
Um 1911 ging sie nach New York City um ihre Karriere voranzutreiben. Wegen des harten Konkurrenzkampfes um eine Rolle am Broadway musste sie wieder von ganz unten anfangen. Irgendwann bekam sie damals ein Engagement als Revuegirl in den Ziegfeld Follies Broadway shows. In dieser Zeit nahm sie Schauspielunterricht bei Beverly Sitgreaves, die bereits mit Eagels großem Idol Sarah Bernhardt auf der Bühne stand. Eagels änderte die Schreibweise ihres Geburtsnamens „Eagles“ um, da sie der Meinung war, es würde auf Plakaten besser aussehen.
Obwohl sie um Anerkennung als Charakterdarstellerin kämpfte, bescherten ihr eher ihre Schönheit, ihr Talent und etwas Glück größere Rollen in besseren Stücken. Ihre Bühnenkarriere schritt gut voran und 1915 war sie in ihrem ersten Film The house of fear, einem Stummfilm, zu sehen. 1916/1917 drehte sie drei Filme für die Thanhouser Film Corporation.
Eagels erntete Anerkennung und Ehre zusammen mit ihrem Bühnenpartner George Arliss in drei erfolgreichen Broadwayproduktionen. 1918 wirkte sie in Daddies mit, einer David-Belasco-Inszenierung und wurde stets bekannter. Sie beendete dieses Engagement wegen einer Krankheit und fuhr anschließend nach Europa. Zwischen 1919 und 1921 erschien sie wieder in einigen Broadway-Shows. 1922 wurde sie der Star im Stück Rain, dass sie in der Rolle der Sadie Thompson bis 1924 in ausverkauften Sälen fast 900 Mal spielte. Zwei weitere Jahre ging sie mit dem Stück auf Tour und kehrte für eine Abschiedsvorstellung 1926 noch einmal als Sadie an den Broadway zurück.
1925 heiratete sie Edward Harris Coy, einen ehemaligen Footballspieler der Yale-Universität. 1928 wurde die kinderlose Ehe wieder geschieden.
1926 bekam Eagels die Rolle der Roxie Hart in Maurine Dallas Watkins Stück Chicago angeboten. Sie probte bereits für das Stück, als sie die Rolle schlussendlich dann doch ablehnte, wahrscheinlich wegen Meinungsverschiedenheiten mit dem Regisseur. Als nächstes Engagement wählte sie eine Komödie, Her Cardboard Lover (1927), in der sie mit Leslie Howard als Co-Star auftrat. Das Stück war nur ein bescheidener Erfolg und nach einer Saison am Broadway unterbrach sie ihre dortige Arbeit um einen Film zu drehen. Sie spielte mit John Gilbert in dem MGM-Film Man, Woman and sin unter der Regie von Monta Bell. Danach ging sie wieder auf Tournee, diesmal mit dem Stück Her Cardboard Lover. 1928, nachdem sie einen Auftritt in Milwaukee verpasst hatte, wurde sie von der Schauspielergewerkschaft mit einem 18-monatigen Auftrittsverbot belegt. Dieses Verbot hielt Eagels aber nicht davon ab, Filme zu drehen. Sie arbeitete an zwei Tonfilmen für die Paramount Pictures. The Letter und Jealousy erschienen beide im Jahr 1929. Ihre schauspielerische Leistung als Leslie Crosbie in The Letter wurde von der Kritik hochgelobt.
Kurz bevor sie an den Broadway zurückkehren wollte, starb Eagels im Alter von 39 Jahren überraschend in einem Krankenhaus in New York. Die untersuchenden Pathologen konnten sich über die genaue Todesursache nicht einigen, die Toxikologie war damals noch nicht so weit fortgeschritten wie heute. Die Tatsachen deuteten aber auf einen Tod infolge von Alkohol oder Heroin hin. Eagels sterbliche Überreste wurden in ihre Heimatstadt überführt und dort auf dem Calvary Cemetery bestattet.

## Auszeichnung
Jeanne Eagels wurde 1930 posthum als Beste Hauptdarstellerin im Film The Letter für den Academy Award nominiert. Ihre Darstellung in diesem Film inspirierte viele Schauspieler (unter anderem auch Bette Davis) dazu, sich dem Tonfilm zu widmen. Bette Davis spielte 1940 in einem Remake die Rolle der Leslie Crosbie.

## Filmografie
- 1915: The House of Fear
- 1916: The World and the Woman
- 1917: The Fires of Youth
- 1917: Under False Colors
- 1918: The Cross Bearer
- 1919: The Madonna of the Slums
- 1927: Mann, Weib, Sünde (Man, Woman and Sin)
- 1929: The Letter
- 1929: Jealousy

## Theater (Auswahl)
- Jumping Jupiter
- The Mind the Paint Girl
- The Crinoline Girl
- 1917: The Professors Lovestory
- 1918: Daddies
- 1919: A young mans fancy
- 1920: The Wonderful Thing
- 1921: In the Night Watch
- 1922: Rain